# Lactarius controversus
Lactarius controversus é um fungo que pertence ao gênero de cogumelos Lactarius na ordem Russulales. Encontrado na Europa, foi descrito cientificamente pelo micólogo sul-africano Christiaan Hendrik Persoon em 1800.